# Raphaël Lecomte
Raphaël Lecomte (22 mei 1988) is een Franse voetballer die onder contract staat bij KMSK Deinze. 

## Statistieken
| Seizoen         | Club            | Competitie      | Competitie | Competitie | Play-offs | Play-offs | Beker | Beker | Totaal | Totaal |
| Seizoen         | Club            | Competitie      | Wed.       | Dlp.       | Wed.      | Dlp.      | Wed.  | Dlp.  | Wed.   | Dlp.   |
| --------------- | --------------- | --------------- | ---------- | ---------- | --------- | --------- | ----- | ----- | ------ | ------ |
| 2010-2011       | CS Visé         | Tweede klasse   | 33         | 9          | —         | —         | 1     | 0     | 34     | 9      |
| 2011-2012       | CS Visé         | Tweede klasse   | 32         | 11         | —         | —         | 1     | 0     | 33     | 11     |
| 2012-2013       | CS Visé         | Tweede klasse   | 29         | 9          | —         | —         | 1     | 0     | 30     | 9      |
| 2013-2014       | CS Visé         | Tweede klasse   | 2          | 0          | 0         | 0         | 1     | 1     | 3      | 1      |
| 2013-2014       | KVC Westerlo    | Tweede klasse   | 29         | 6          | 0         | 0         | 2     | 0     | 31     | 6      |
| 2014-2015       | KVC Westerlo    | Eerste klasse   | 15         | 2          | 0         | 0         | 1     | 0     | 16     | 2      |
| Carrière totaal | Carrière totaal | Carrière totaal | 140        | 37         | 0         | 0         | 7     | 1     | 146    | 38     |

1 Verwaal ·
2 El Banouhi ·
3 Boone ·
4 De Greef ·
5 Bizimana ·
6 Lecomte ·
7 Staelens ·
8 Tarfi ·
9 Mertens ·
10 Hendrickx ·
11 Challouk ·
12 Van Walle ·
13 Prychynenko  ·
14 Dansoko ·
15 De Looze ·
16 Janssens ·
17 Vansteenkiste ·
20 Schamp ·
22 Blondelle ·
23 Vandenberghe ·
25 Tossavi ·
27 Geeraerts ·
28 Dutoit ·
34 Abrahams ·
59 Fuakala ·
99 De Belder ·
Coach: De Decker
· Assistent-coach: Monteyne
· Assistent-coach: Le Postollec